# 七邊形數

前五列七邊形數。

七邊形數是能排成正七邊形的一個多邊形數。第n個正七邊形數可用以下公式求得
{\displaystyle {\frac {5n^{2}-3n}{2}}}
前幾個七邊形數有：
1，7，18，34，55，81，112，148，189，235，286，342，403，469，540，616，697，783，874，970（OEIS數列A000566）

## 奇偶性
七邊形數的奇偶排列為奇-奇-偶-偶。如同平方數，七邊形數在十進位下的數字根是1、4、7、9。除此之外，一個七邊形數的五倍再加一是一個三角形數。

## 廣義七邊形數
一個廣義七邊形數是用以下公式所求得的
{\displaystyle T_{n}+T_{\left\lfloor {\frac {n}{2}}\right\rfloor },}
這裡Tn 是第n個三角形數。前面幾個廣義七邊形數是：
1, 4, 7, 13, 18, 27, 34, 46, 55, 70, 81, 99, 112 （OEIS數列A085787）
每隔一個廣義七邊形數為一個正常的七邊形數，如上面數列中的粗體字。除了1與70，沒有一個廣義七邊形數也是沛爾數（Pell Numbers）。